# Charles Malik

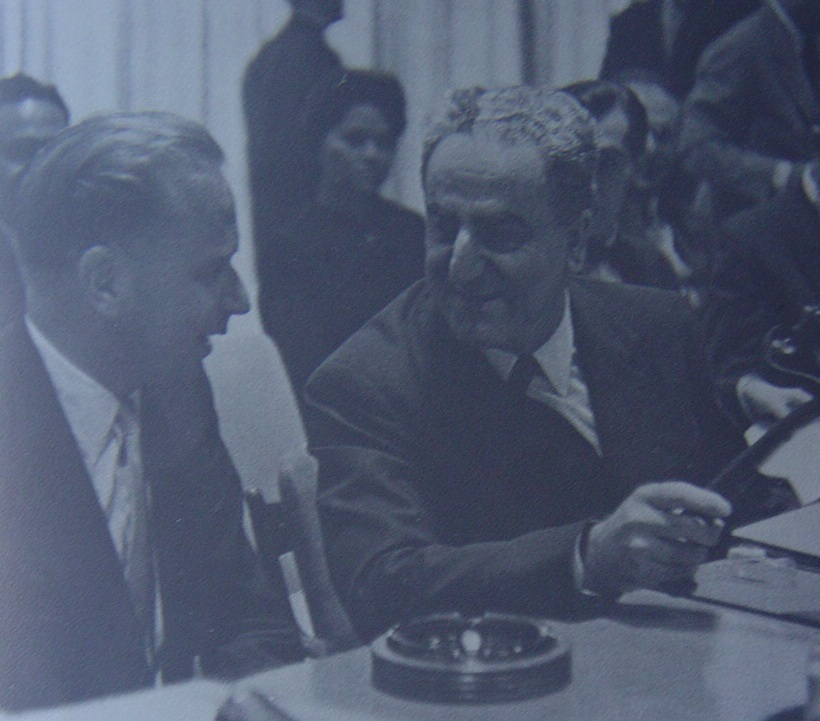
Charles Malik (rechts) zusammen mit Dag Hammarskjöld (1958)

Charles Habib Malik (arabisch شارل حبيب مالك Scharl Habib Malik, DMG Šārl Ḥabīb Mālik; * 1906 in Bitirran, Libanon; † 28. Dezember 1987 in Beirut) war ein libanesischer Politiker und der Präsident der 13. UN-Generalversammlung im Jahre 1958.

## Leben
Malik besuchte die American Mission School for Boys in Tripoli, absolvierte anschließend die American University von Beirut. Diese beendete er 1927 mit einem Bachelor in Mathematik und Physik. Von 1927 bis 1929 unterrichtete er dort Mathematik und Physik.
Im darauffolgenden Jahr ging er zum Verlagshaus al-Hilal Kairo, außerdem arbeitete er von 1930 bis 1932 für die Abteilung für Bilharziose der Rockefeller-Stiftung, an einer Studie über die zerstörerischen Auswirkungen dieser Krankheit, welche von Schnecken auf den Menschen übertragen wird.
1932 studierte Malik in Freiburg im Breisgau, wo er eine Doktorarbeit bei Martin Heidegger begann, die er aber Anfang 1933 unter dem Eindruck der Machtübergabe an Hitler abbrach. Anschließend verließ er Deutschland in Richtung Vereinigte Staaten, wo er seine Studien an der Harvard University 1934 mit einem Doktor in Philosophie abschloss.
Zusammen mit Eleanor Roosevelt, mit der er persönlich befreundet war, war Malik eine der prägenden Persönlichkeiten der Konferenz von San Francisco. Er war Autor wesentlicher Teile der UN-Charta sowie der Allgemeinen Erklärung der Menschenrechte, deren Ko-Autor und Berichterstatter vor der UN-Menschenrechtskommission zusammen mit Mrs. Roosevelt.
Von 1945 bis 1953 war Malik außerordentlicher Gesandter und Generalbevollmächtigter Minister für den Libanon in den Vereinigten Staaten. Dieselbe Funktion übte er in der Zeit von 1946 bis 1953 in Kuba aus. 1951 wurde er in die American Academy of Arts and Sciences und 1958 in die American Philosophical Society gewählt. Von 1953 bis 1955 war er Botschafter in den USA. Ab 18. November 1956 war er im Libanon Außen- und Unterrichtsminister.
Malik war Vertreter des Libanons im UN-Wirtschafts- und Sozialrat, von dessen zweiter bis zur achten Sitzungsperiode, und in der siebten und achten Sitzungsperiode war er dessen Präsident. Er vertrat sein Land auch in der Kommission für Menschenrechte. Von 1951 bis 1952 war er deren Vorsitzender.
Malik sprach fließend Englisch, Französisch, Deutsch sowie Arabisch und war Mitglied der American Association for the Advancement of Science und der Amerikanischen Gesellschaft für internationales Recht. Er wurde oft als „arabischer Philosoph“ bezeichnet und schrieb zahlreiche Artikel zu wissenschaftlichen, sozialen und philosophischen Themen, sowohl in US-amerikanischen als auch arabischen Zeitschriften.
In seinen letzten Lebensjahren wurde Malik noch Zeuge des libanesischen Bürgerkrieges. Als einziger griechisch-orthodoxer Politiker war er zu Beginn des Krieges Mitbegründer der Libanesischen Front, eines Bündnisses bürgerlich-konservativer und rechter Kräfte gegen die linksgerichtete und pro-palästinensische Libanesische Nationalbewegung von Kamal Dschumblat. Malik war Mitglied des antikommunistischen „Prayer Breakfast Movement“, eines heute hauptsächlich als The Family bekannten evangelikalen Netzwerks.
Im April 1982 war Malik noch einmal in Deutschland zu Besuch, wo er ein halbes Jahrhundert zuvor bei Heidegger studiert hatte, um in Bonn vor der Deutschen Gesellschaft für Auswärtige Politik einen Vortrag in deutscher Sprache zu halten.
Hannah Arendt würdigte Malik Ende der 1940er-Jahre als Philosophen und als einen der wenigen arabischen Politiker, die bereit waren, auf Israel zuzugehen.